# والتر كورنر
والتر كورنر هو شخصية أعمال كندي، ولد في 21 يوليو 1898 في مورافيا في التشيك، وتوفي في 21 يوليو 1995.